# Gerbéviller
Gerbéviller è un comune francese di 1 388 abitanti situato nel dipartimento della Meurthe e Mosella, nella regione del Grand Est.

## Luoghi e monumenti

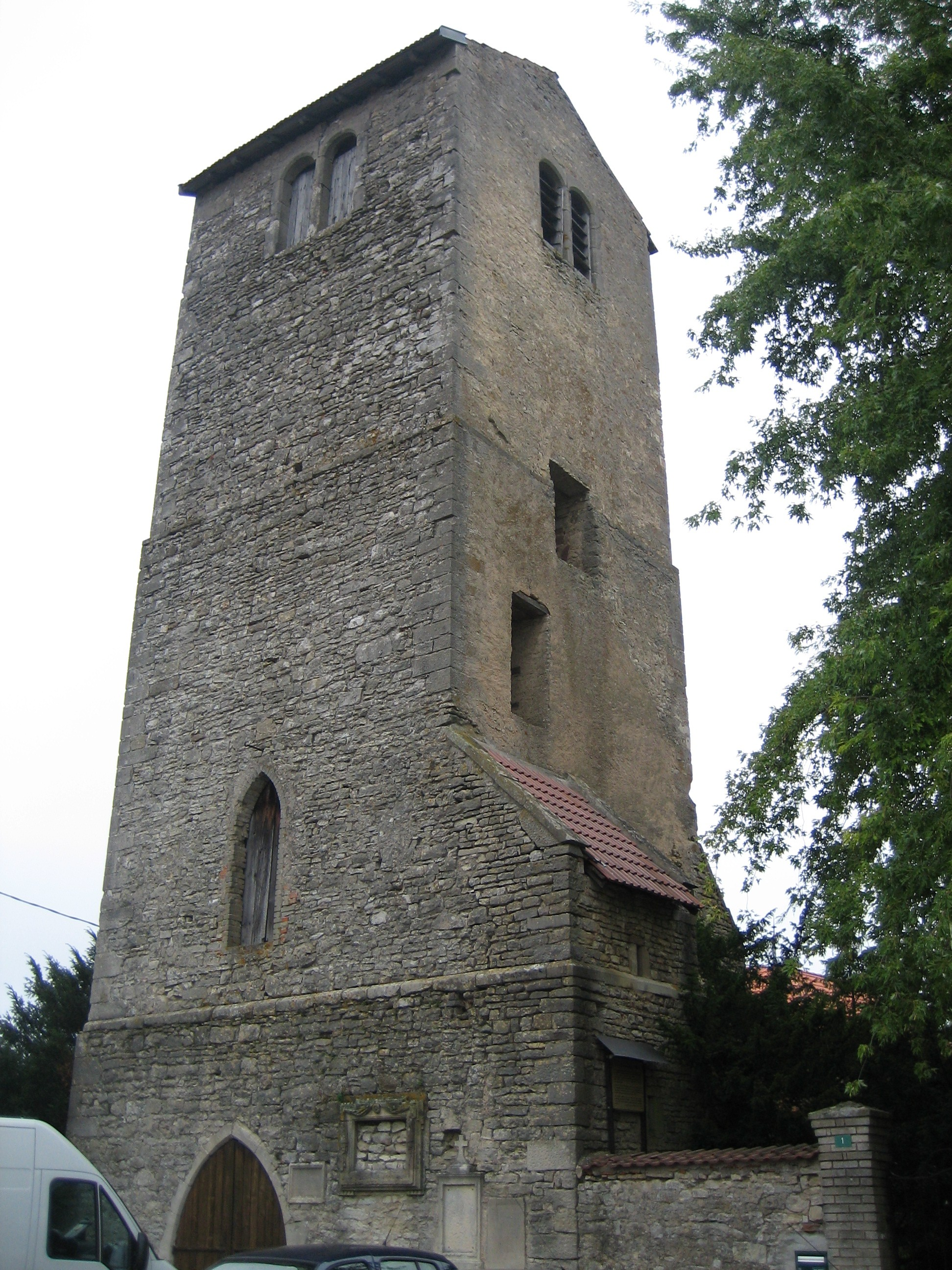
La torre Saint-Pierre

- Il Castello di Gerbéviller col suo giardino.
- La torre dell'antica chiesa di Saint-Pierre

## Società

### Evoluzione demografica
Abitanti censiti